# Labouche Frères
Labouche frères est une ancienne maison d'édition créée à Toulouse en 1848 qui produisit notamment des collections de cartes postales de 1900 à 1960. Cet ensemble iconographique couvre tout le Sud-Ouest et le Languedoc, de Biarritz à Perpignan et du Quercy aux Pyrénées.

## Historique
La maison Labouche a été créée par Hector-François Labouche, originaire de Pamiers, installé à Toulouse comme graveur-lithographe puis elle est reprise par ses fils, Eugène (1867-1938) et Lucien (1864-1959) (Labouche frères), qui exercent leur activité des années 1900 à 1960.
À l'origine, l'entreprise imprime des documents illustrés, affiches, gravures, lithographies, ex-libris... Elle évolue ensuite à partir de 1900 vers la fabrication et l'édition de produits de papeterie, cahiers, blocs, registres, ainsi que des cartes postales. À côté de cette production, la boutique est l'une des plus grandes et modernes de Toulouse, la devanture place du Capitole abrite la boutique, mais les entrepôts d'impression et de stockage donnent sur l'arrière, rue Gambetta. À l'entresol, une pièce meublée d'armoires à tiroirs abrite le stock de cartes postales. 
En 1907, la collection Labouche propose 10 000 sujets différents. De 1905 à 1939, sous la mention Phototypie Labouche frères, ce sont plusieurs dizaines de milliers de cartes postales qui vont sortir des presses, de 1939 à 1945, la raison change, et c'est l'appellation Pyrénées-Océan qui prend la suite. Enfin, la mention Elfe se retrouve sur des cartes postales au bromure des années 1950.
Dans les années trente, la Maison Labouche imprime par dizaines de milliers des bons d'achat ressemblant à des billets de banque pour un groupement de commerçants de Nice dénommé « Au Confort Moderne - Union économique du littoral ».
Dans les années 1960, la maison réédite des fac-similés de certaines cartes, les Types Toulousains, cartes rares ou amusantes (montreurs d'ours...). Après la fermeture définitive de la maison Labouche, le conseil général de la Haute-Garonne achète en 1993 le fonds de la maison, comportant entre 50 000 et 60 000 documents : cartes postales, de photographies, clichés et documents relatifs à l'entreprise.
La société est radiée le 28/06/2007.

## Collections
Labouche Frères était spécialisée dans la production de cartes postales de la région Midi-Pyrénées, mais aussi de l'Aquitaine et de l'Espagne. Il existe de nombreuses séries départementales : Ariège, Aude, Aveyron, Dordogne, Gard, Gers, Haute-Garonne, Hautes-Pyrénées, Hérault, Landes, Lot, Lot-et-Garonne, Lozère, Pyrénées-Atlantiques, Pyrénées-Orientales, Tarn, Tarn-et-Garonne, ainsi que des collections plus spécialisées : Types Toulousains, la Montagne Noire, les Pyrénées, les Pyrénées ariégeoises, le Roussillon, le Sud-Ouest, et quelques séries thématiques (guerre de 1914-1918, les chapeaux...). 
La maison a employé de nombreux artistes locaux, le graveur lithographe Mercadier, les photographes Henri Jansou et Amédée Trantoul par exemple et Lucien Labouche lui-même.
Fonds classé par département ou par série de l'éditeur.

## Catalogue

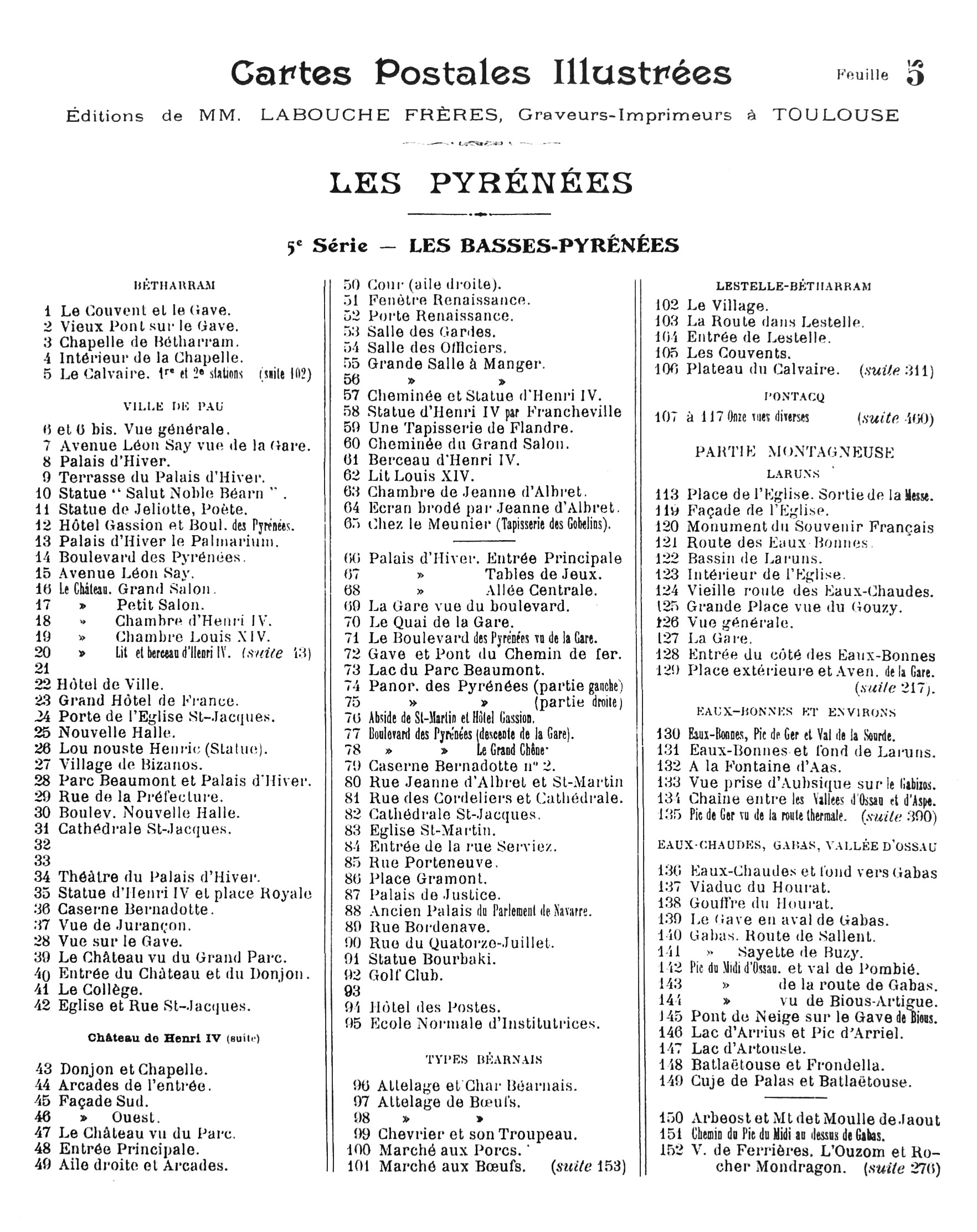
Feuille 5 du catalogue des cartes postales Labouche (vers 1910)
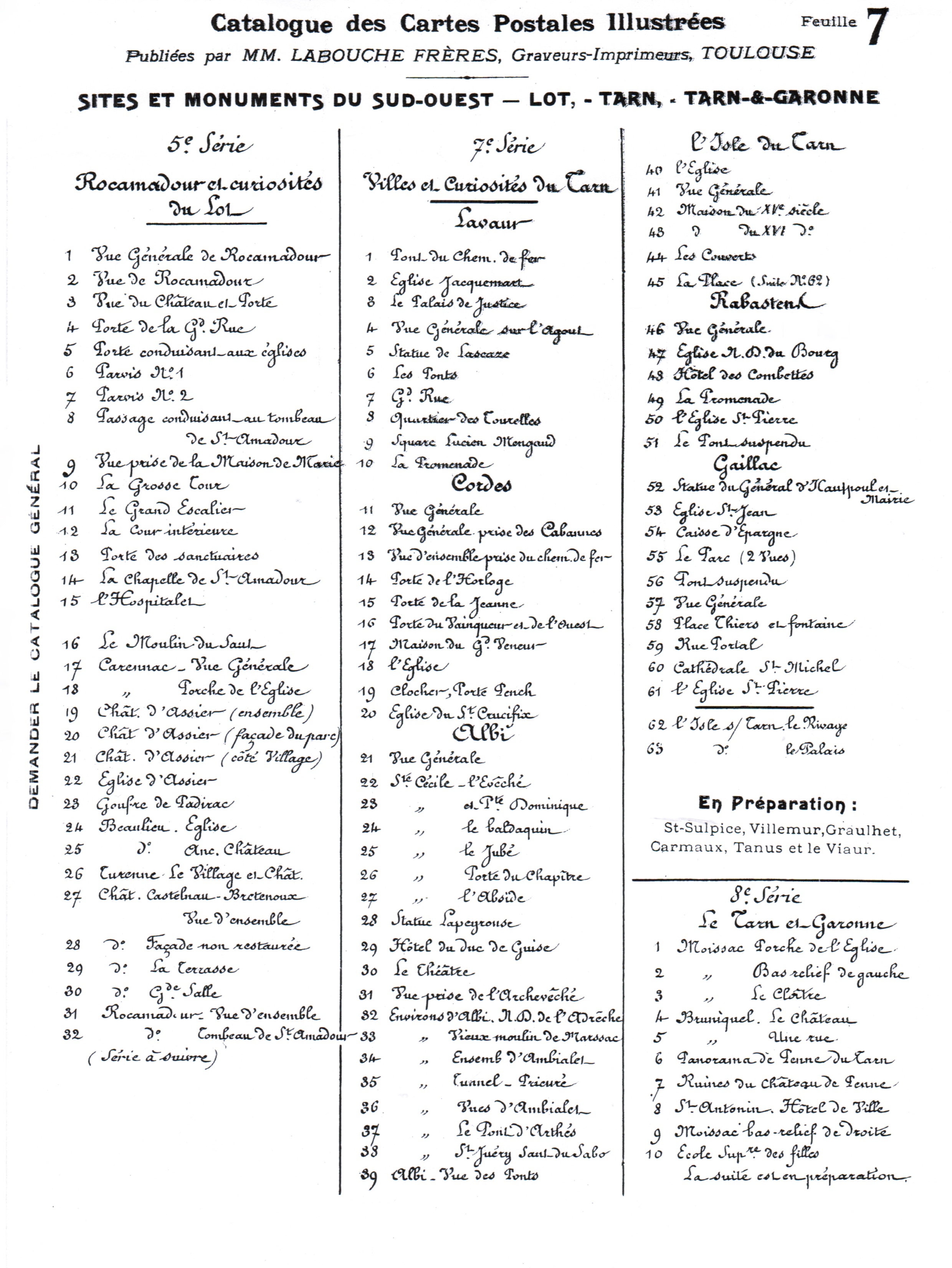
Feuille 7 du catalogue des cartes postales Labouche (vers 1903)